# Веретинський Олег Анатолійович
Олег Анатолійович Веретинський (нар. 6 серпня 1978) — український футболіст, півзахисник. У Вищій лізі України зіграв 3 матчі за вінницьку «Ниву».

## Життєпис
Футбольну кар'єру розпочав у «Ниві». У футболці вінницького клубу дебютував 13 квітня 1996 року в програному (0:2) виїзному поєдинку 23-о туру Вищої ліги проти тернопільської «Ниви». Олег вийшов на поле на 60-й хвилині, замінивши Олександра Лактіонова. У команді виступав до завершення сезону 1999/00 років. За цей час у чемпіонатах України зіграв 19 матчів, також грав за «Ниву-2» на аматорському та професіональному рівні (22 матчі в Другій лізі). У 1998 році зіграв 3 поєдинки за бершадську «Ниву».
У 2000 році виїхав до Ізраїлю, де підписав контракт з клубом першого дивізіону «Маккабі» (Кір'ят-Гат). Проте вже незабаром повернувся до України, у другій половині сезону 2000/01 років перебував у заявці «Системи-Борекс», але за команду не грав. У 2001 році виступав в аматорському чемпіонаті України за «Ниву-Текстильник» (Дунаївці) та «Будівельник-Ниву» (Гнівань).

## Особисте життя
Батько, Анатолій Веретинський, та брат, Андрій Веретинський, також професіональні футболісти.